# Neuenhaus (Höhscheid)
Neuenhaus ist eine Hofschaft in der bergischen Großstadt Solingen.

## Lage und Beschreibung
Neuenhaus liegt im Westen des Stadtbezirks Burg/Höhscheid und gehört dem Stadtteil Höhscheid an. Der Ort liegt in der Art eines Sackgassendorfes nördlich der Bundesstraße 229, der Neuenkamper Straße, etwa auf halber Strecke zwischen dem Peter-Höfer-Platz und dem Ort Brücke. Die Bundesstraße führt dabei über einen Höhenrücken zwischen dem Pilghauser Bachtal im Norden und dem Höhscheider Bachtal im Süden. Den Namen des Ortes Neuenhaus trägt auch die in die Hofschaft führende Straße. Im Ort sind noch diverse Fachwerk- und Schieferhäuser erhalten, von denen einzelne unter Denkmalschutz stehen. Südlich von Neuenhaus, an der Neuenkamper Straße, liegen die beiden Gebäude der ehemaligen Künstlerkolonie Solingen „Schwarzes Haus“.
Das Gelände fällt in nördliche Richtung zum Pilghauser Bach hin ab, dort befinden sich heute landwirtschaftliche Flächen, die den Ort umgeben. Im Osten befinden sich der Spiel- und Skaterpark Höhscheid sowie die Wohnsiedlung zwischen der Bauermannskulle, dem Höhscheider Hof und dem Ort Obenhöhscheid.
Benachbarte Orte sind bzw. waren (von Nord nach West): Bernskotten, Michelshäuschen, Pilghauser Kotten, Siepen, Bauermannskulle, Höhscheider Hof, Mittelhöhscheid, Steigerhäuschen, Schirpenberg, Neuenhauser Kotten sowie Unten- und Mittelkatternberg.

## Etymologie
Der Ortsname kommt mehrfach auf heutigem Solinger Stadtgebiet vor, so auch in Neuenhaus (Gräfrath) und Neuenhaus (Ohligs) sowie in anderen Gegenden. Er könnte einfach auf ein neues Haus, eine neu angelegte Siedlung hindeuten.

## Geschichte
Neuenhaus ist seit dem frühen 16. Jahrhundert nachweisbar. Im Jahre 1674 wird am Newenhaus der Tod eines Schwertschmieds urkundlich erwähnt. Neuenhaus profitierte von seiner Anbindung an den Neuen Rheinweg zwischen der Stadt Solingen und dem Rheinhafen in Hitdorf, der heutigen Bundesstraße 229. Diese Wegeverbindung wurde zwischen 1752 und 1754 ausgebaut, was den benachbarten Ortschaften wie Neuenhaus zugutekam.:2
Im Jahre 1715 ist der Ort in der Karte Topographia Ducatus Montani, Blatt Amt Solingen, von Erich Philipp Ploennies mit einer Hofstelle verzeichnet und verkürzt als z. n. Hus benannt. Er wurde in den Ortsregistern der Honschaft Höhscheid innerhalb des Amtes Solingen geführt. Die Topographische Aufnahme der Rheinlande von 1824 verzeichnet den Ort als Neuenhaus und die Preußische Uraufnahme von 1844 als Neuenhaus. In der Topographischen Karte des Regierungsbezirks Düsseldorf von 1871 ist der Ort ebenfalls als Neuenhaus verzeichnet.
Nach Gründung der Mairien und späteren Bürgermeistereien 1808 gehörte der Ort zur Bürgermeisterei Höhscheid, die 1856 zur Stadt erhoben wurde und lag dort in der Flur III. Neuenhof.
Mit der Städtevereinigung zu Groß-Solingen im Jahre 1929 wurde Neuenhaus in die neue Großstadt Solingen eingemeindet. Bis heute befindet sich ein landwirtschaftlicher Betrieb in der Hofschaft. Zwei der Neuenhauser Fachwerkhäuser, die Gebäude Neuenhaus 6 und 25, wurden am 10. Februar 1988 in die Denkmalliste der Stadt Solingen eingetragen.

## Bergbau
Beim Bau des Neuen Rheinwegs wurden 1754 in dem Gebiet zwischen Neuenhaus, Bauermannskulle und dem Höhscheider Hof Bleierz sowie sonstige Metalle und Mineralien gefunden. Ab dem Jahr 1773 wurden in dem später Grube Kleeblatt genannten Bleibergwerk Erze gefördert. Die Förderung belief sich, bezogen auf einen Zeitraum von 48 Jahren, auf einen Durchschnitt von 41,5 Zentner pro Jahr. Im Jahre 1811 wurde das Bergwerk zunächst stillgelegt.:8
Zwischen 1861 und 1889 erfolgte die Wiederaufnahme des Bergbaubetriebs, bevor die Förderung endgültig eingestellt wurde.:8 An den Bergbau erinnert heute noch das ehemalige Steigerhäuschen der Grube Kleeblatt an der heutigen Neuenkamper Straße 163 sowie eine Gedenktafel auf dem Waldweg zwischen Neuenhaus und Untenhöhscheid. In Untenhöhscheid wurde zudem die Straße Am Kleeblatt nach dem einstigen Bergwerk benannt.

## Nahverkehr
An der Bundesstraße 229 bestehen von Neuenhaus Anschlüsse in verschiedene Richtungen. Dabei handelt es sich zum einen um die Linie 691 der Stadtwerke Solingen, zum anderen um den VRS-Schnellbus SB25, der Solingen u. a. mit Köln verbindet und der von der Wupsi betrieben wird (bis Januar 2023 als Linie 250 geführt).
| Linie | Linienverlauf |
| ----- | --- |
| 691   | St.-Lukas-Klinik – Ohligs Markt – Hauptbahnhof – Aufderhöhe – Neuenhaus – Höhscheid (– Schule Widdert – Rüden)         |
| SB25  | Köln Hbf – Chempark – Leverkusen-Mitte – Opladen Busbahnhof – Leichlingen – Neuenhaus – Höhscheid – Graf-Wilhelm-Platz |